# Xã Jackson, Quận Knox, Ohio
Xã Jackson (tiếng Anh: Jackson Township) là một xã thuộc quận Knox, tiểu bang Ohio, Hoa Kỳ. Năm 2010, dân số của xã này là 988 người.